# Begraafplaats Tolsteeg

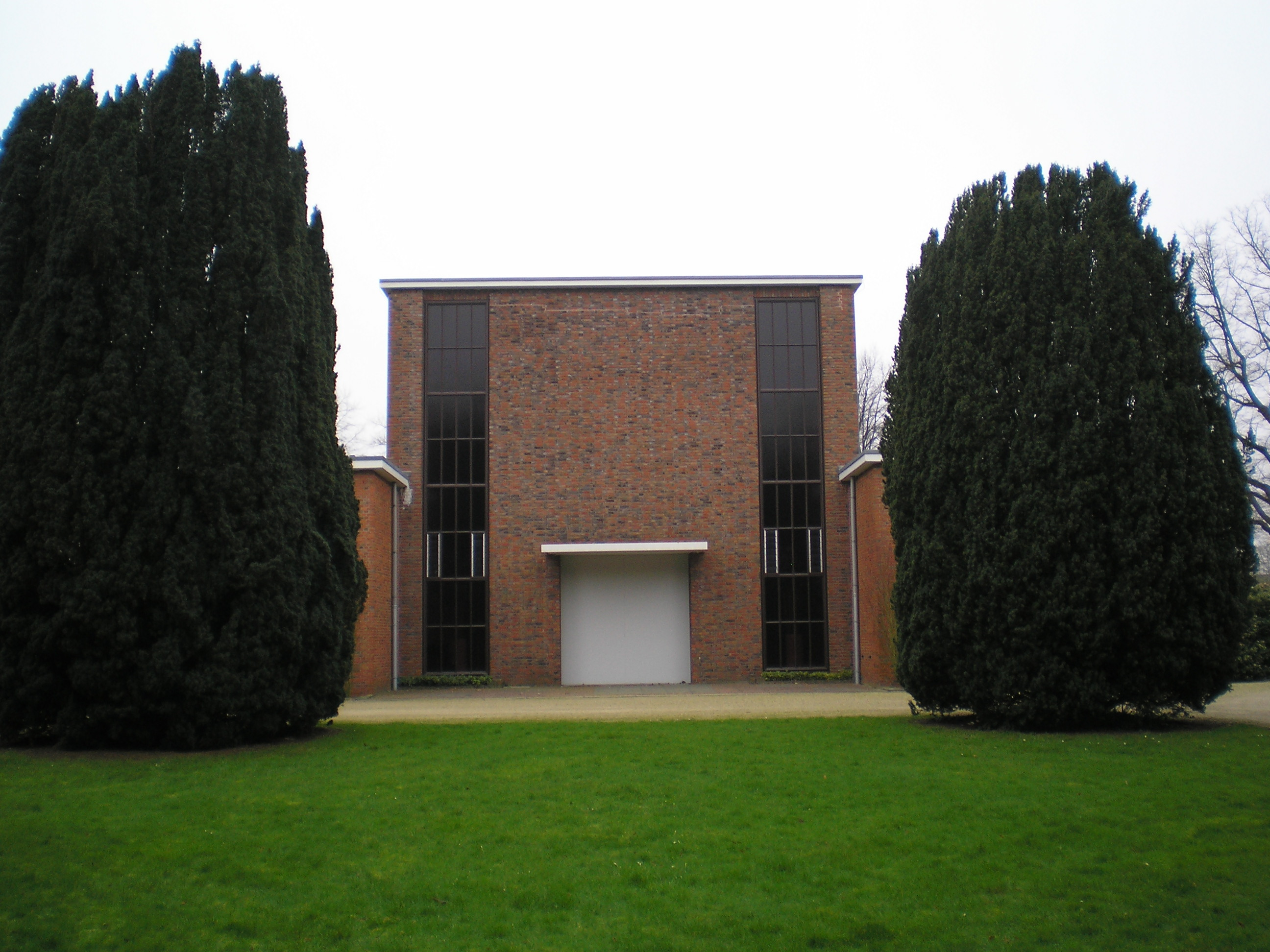
Achterzijde aula begraafplaats Tolsteeg te Utrecht in Nederland

 Begraafplaats Tolsteeg is een begraafplaats in Utrecht, gelegen aan de Maansteenweg 1. Ze is ontworpen door Krijn Perk Vlaanderen, tuinarchitect en plantsoenmeester van de gemeente Utrecht.
Omdat de 1e Algemene Begraafplaats Soestbergen rond het jaar 1900 vol begon te raken, besloot men in 1903 Kovelswade aan te leggen ook wel 2e Algemene begraafplaats geheten. Ook deze raakte vol en daarom werd in 1931 de 3e Algemene Begraafplaats aangelegd die de naam Begraafplaats Tolsteeg meekreeg. Ze heeft haar naam te danken aan de subwijk Tolsteeg van Hoograven waarin ze is gelegen.
Begraafplaats Tolsteeg is de grootste begraafplaats van Utrecht waarvan de vroegere ingang zich eerst aan het Houtensepad bevond; de tegenwoordige ingang bevindt zich aan de Opaalweg.
In de aula van Begraafplaats Tolsteeg die is ontworpen door architect Gosse van der Gaast, bevindt zich een originele muurschildering van M.C. Escher. De aula trekt hierdoor internationale belangstelling.
Er is ook een kunstzinnige urnentuin in 2009 onder landschapsarchitectuur van Ada Wille aangelegd In het kader van de Tweede Wereldoorlog bevinden zich op de begraafplaats het Monument voor de Binnenlandse Strijdkrachten en een monument voor de Utrechtse verzetsgroep Oranje Vrijbuiters.
Daarnaast is er een speciaal graf voor de diaconessen van het oudste Diakonessenhuis van Nederland aan de Bosboomstraat 1 (tot ca. 1930 aan de Oudegracht zuidzijde, tussen de Bijlhouwerstraat en de huidige Diaconessenstraat) te Utrecht, waar verschillende diaconessen zijn begraven.

## Fotogalerij

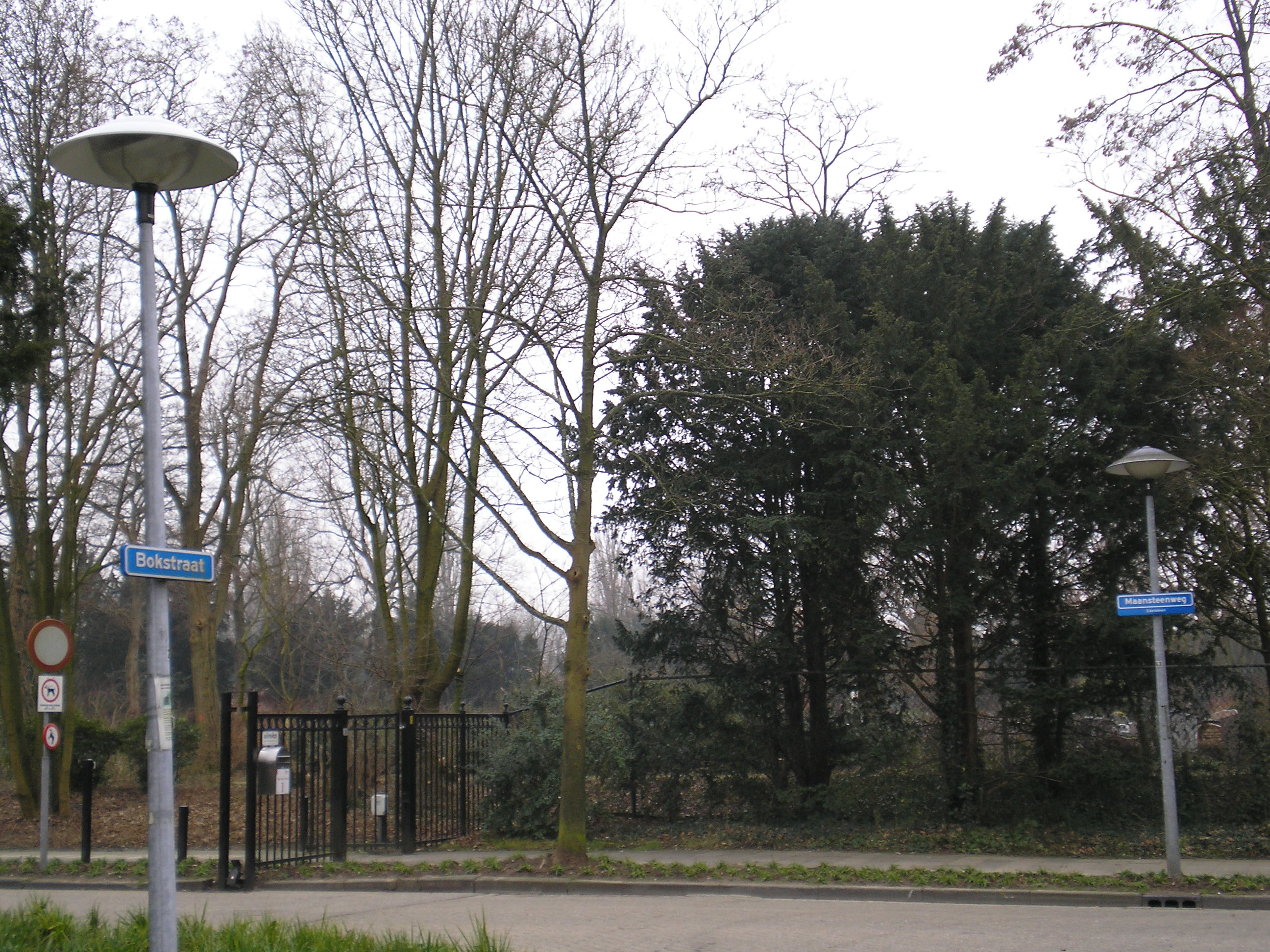
Hoofdingang begraafplaats Tolsteeg Bokkenbuurt te Utrecht in Nederland
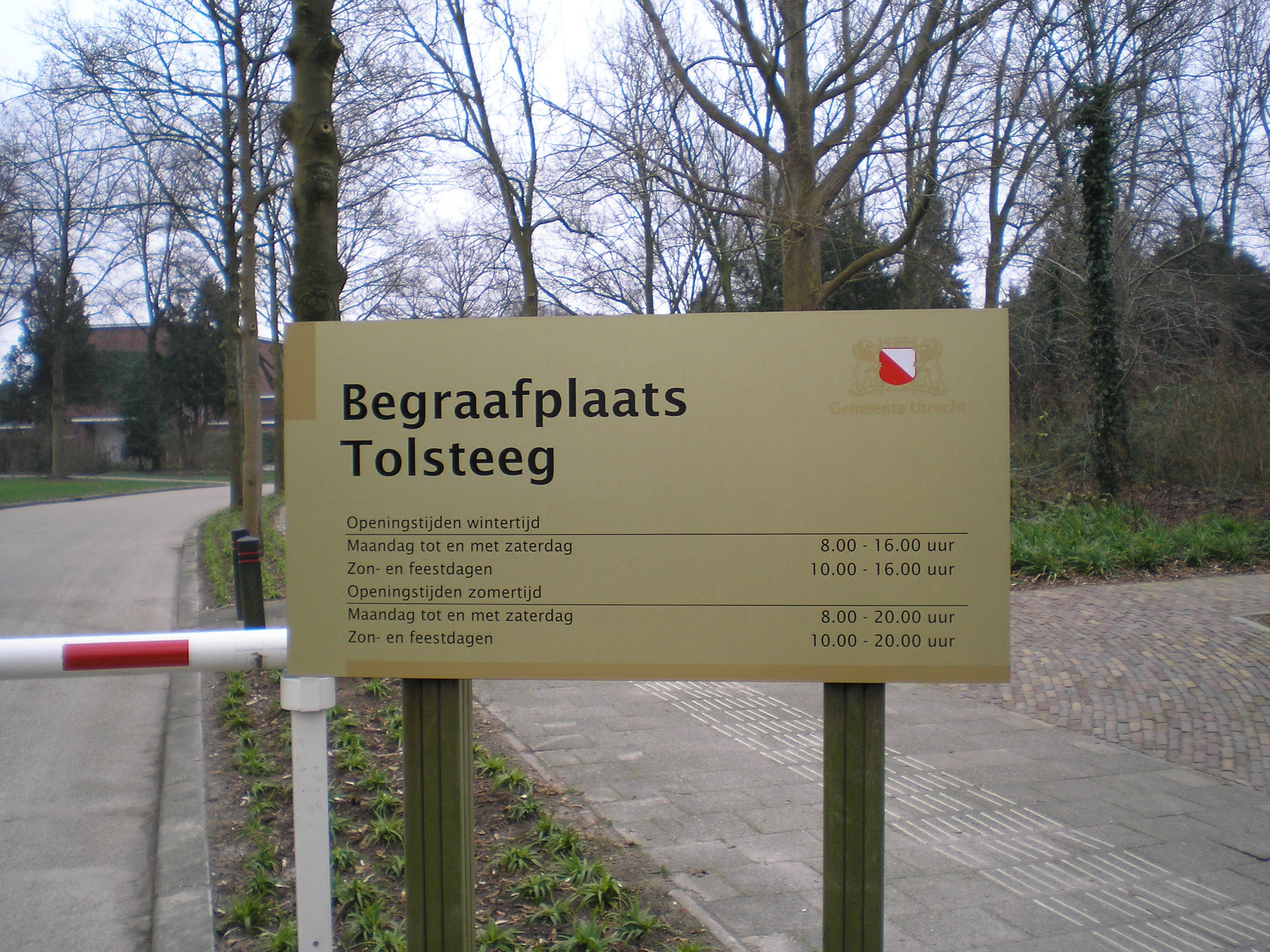
Toegang tot de begraafplaats Tolsteeg (met op achtergrond de aula) te Utrecht in Nederland
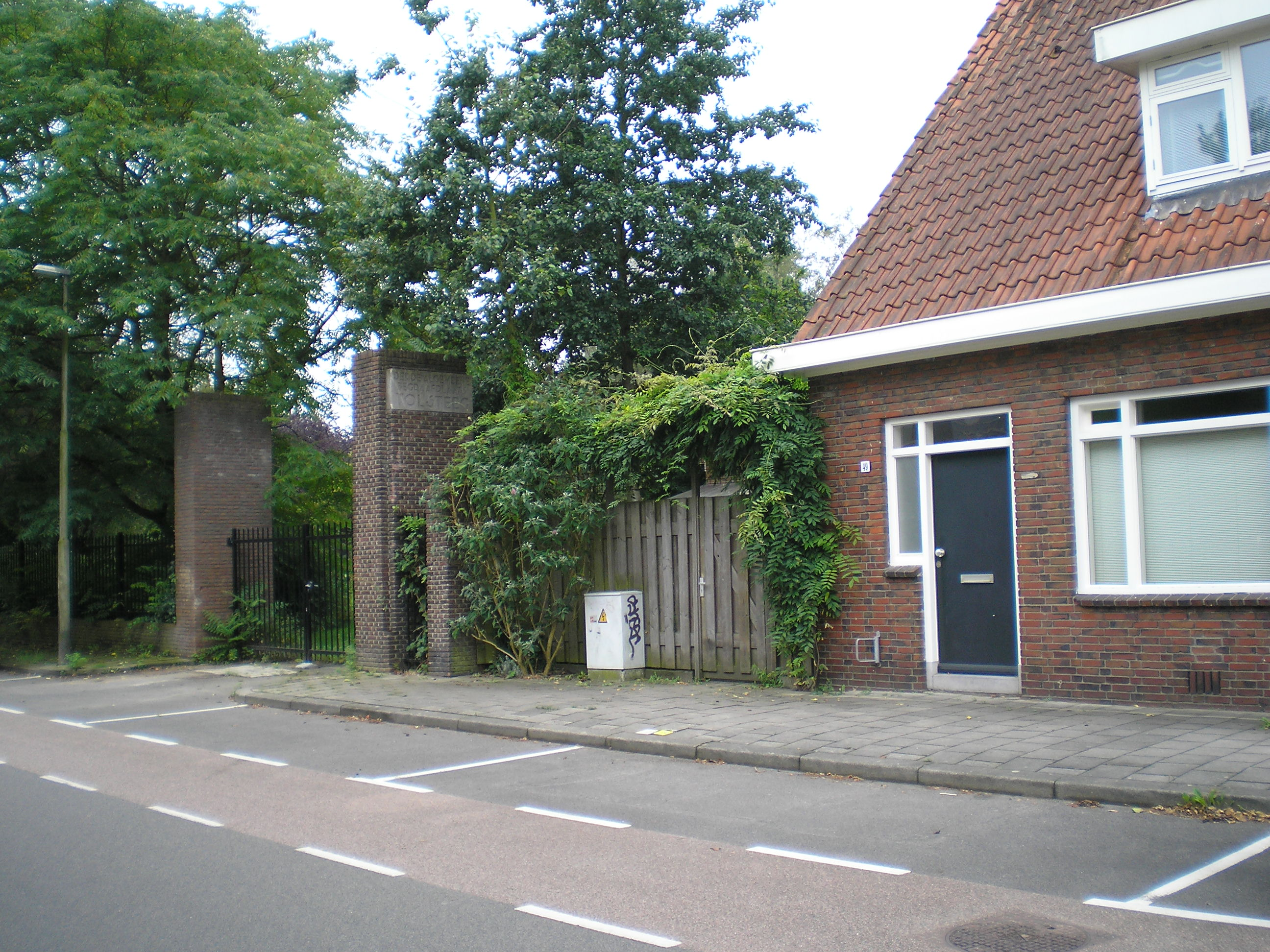
Begraafplaats Tolsteeg met de vroegere ingang aan het Houtensepad te Utrecht in Nederland
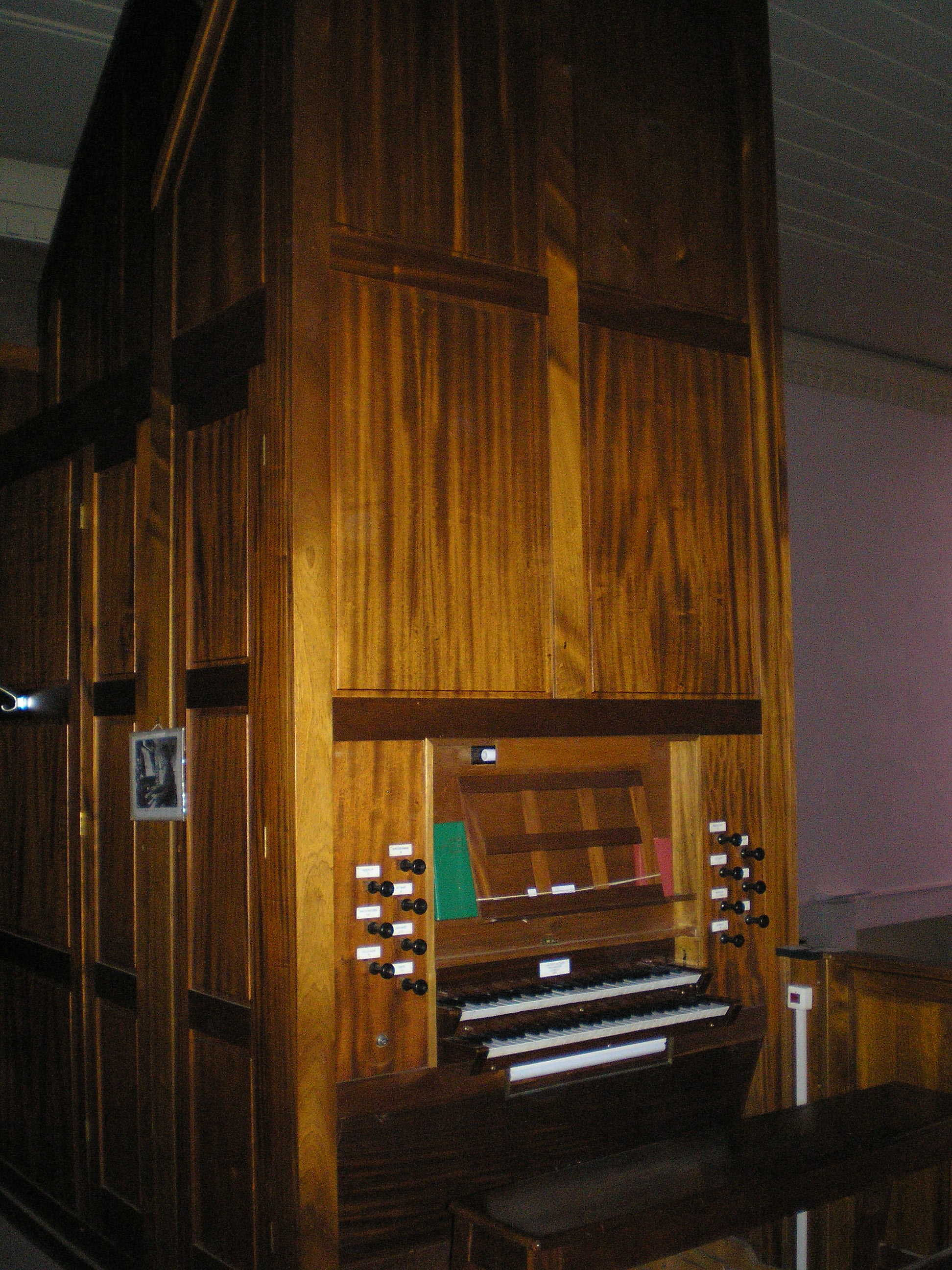
Orgel in de aula van begraafplaats Tolsteeg te Utrecht in Nederland
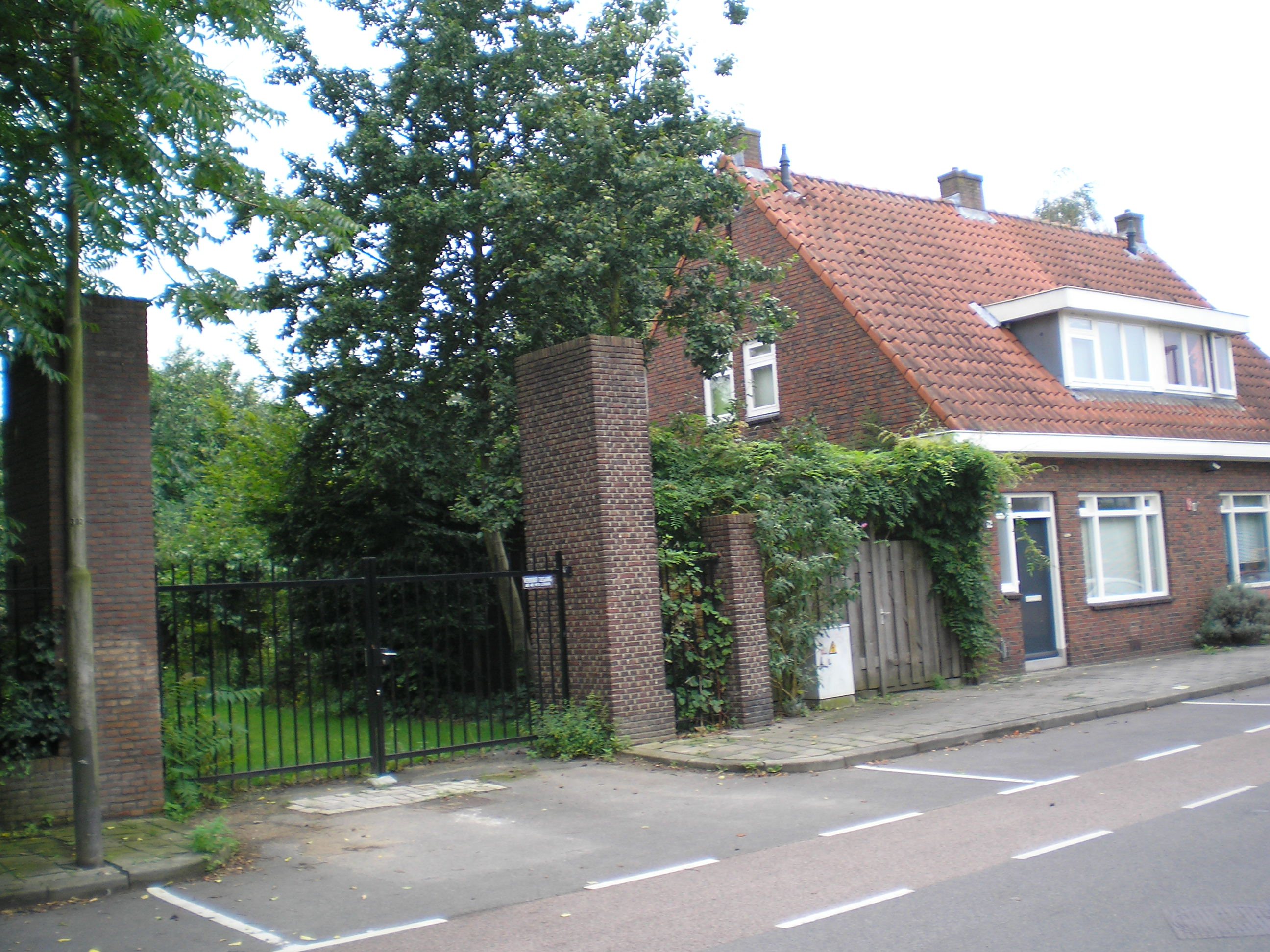
Begraafplaats Tolsteeg aan het Houtensepad te Utrecht in Nederland
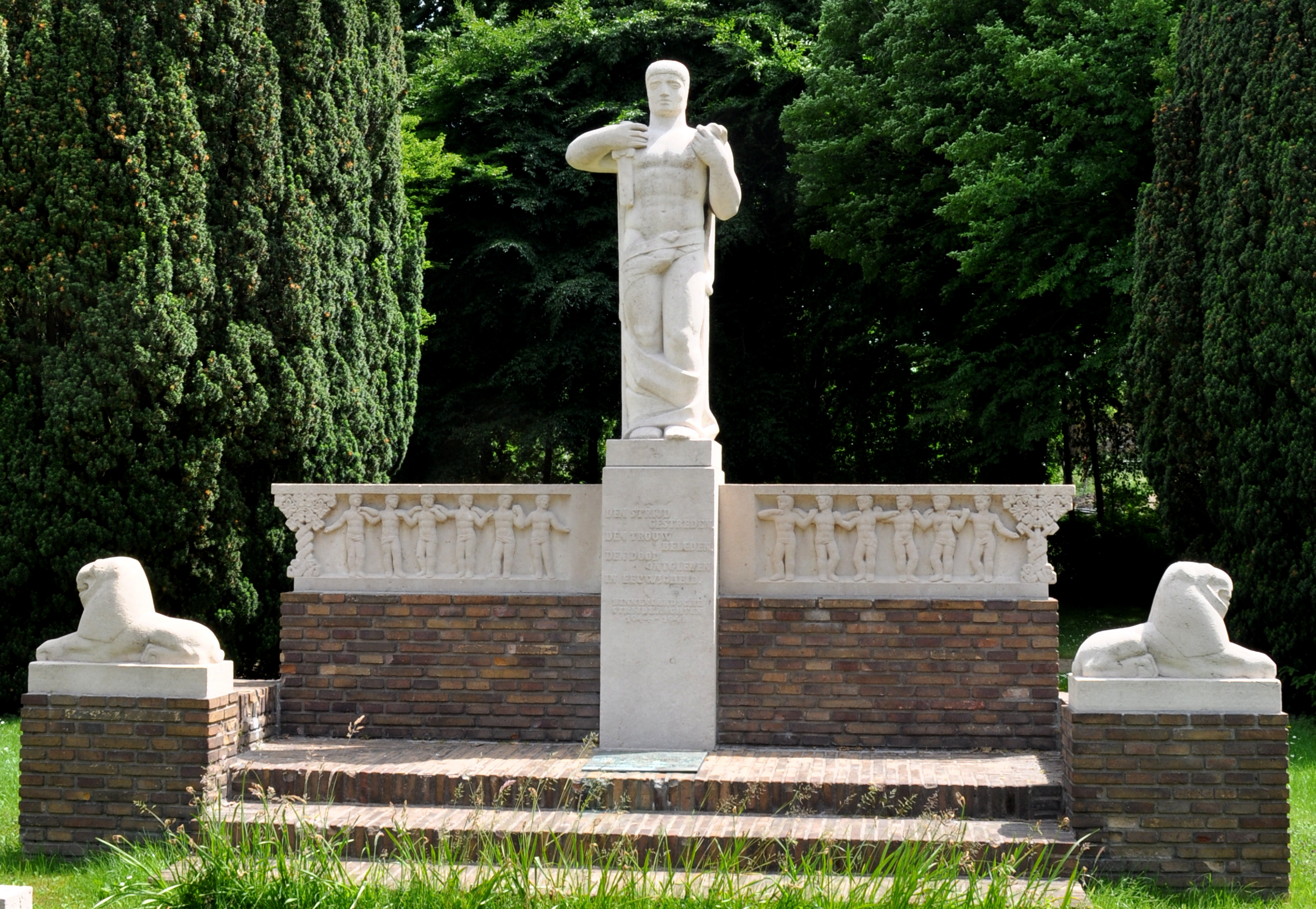
Monument voor de Binnenlandse Strijdkrachten. Gemaakt door Jan van Luijn in 1947

Hedendaagse:
Begraafplaats Daelwijck ·
Joodse begraafplaats · 
Kovelswade ·
Begraafplaats Sint Barbara ·
Begraafplaats Soestbergen ·
Begraafplaats Tolsteeg

Niet meer bestaand:
Ellendigenkerkhof